# Living on My Own
"Living on My Own" je samostalni singl britanskog rock pjevača sastava "Queen" Freddieja Mercuryja, koji je i napisao pjesmu. Singl je izdan 2. rujna 1985. godine. Na "B" strani nalazi se "My Love Is Dangerous", dok se na američkom izdanju singla nalazi "She Blows Hot & Cold". Singl se popeo na mjesto broj 50. UK top ljestvice singlova. Pjesma se nalazi na Mercuryjevom albumu Mr. Bad Guy iz 1985.

## Glazbeni spot
Glazbeni spot je snimljen 5. rujna 1985. godine, na Mercuryjev 39. rođendan u noćnom klubu u Münchenu, Njemačka. Svi uzvanici su bili odjeveni u crno-bijele kostime. U SAD-u je bilo zabranjeno prikazivanje ovog spota zbog nekih "ljubavnih scena".

## "No More Brothers Remiks (1993.)"
1993. godine, gotovo dvije godine nakon Mercuryjeve smrti "No More Brothers" izdali su remiksiranu Techno verziju singla koja je postala veliki hit u Europi, te je to postao prvi Mercuryjev broj 1. u UK, Norveškoj, Francuskoj i Italiji, te broj 2. u Austriji, Njemačkoj, Nizozemskoj i Švicarskoj. Ova verzija objavljena je na kompilacijama The Freddie Mercury Album i Greatest Hits III (Queen).

## Top ljestvica "No More Brothers Remiks (1993.)"
| Zemlja     | Pozicija |
| ---------- | -------- |
| UK         | 1        |
| Francuska  | 1        |
| Norveška   | 1        |
| Italija    | 1        |
| Austrija   | 2        |
| Švicarska  | 2        |
| Nizozemska | 2        |
| Njemačka   | 2        |
| Švedska    | 29       |

## Vanjske poveznice
- Tekst pjesme "Living on My Own"  Arhivirana inačica izvorne stranice od 17. travnja 2009. (Wayback Machine)